# Lista de skatistas nos Jogos Olímpicos de Verão de 2020
Esta lista inclui skatistas que competiram ou irão competir nos Jogos Olímpicos de Verão de 2020 em Tóquio, Japão. Existem duas modalidades: park e street, cada uma disputada para homens e mulheres.

## Homens
|                       | Nome               | País          | Nascimento                     | Evento |
| --------------------- | ------------------ | ------------- | ------------------------------ | ------ |
| Competidor mais jovem | Alessandro Mazzara | ITA Itália    | 5 de maio de 2004 (17 anos)    | Park   |
| Competidor mais velho | Rune Glifberg      | DEN Dinamarca | 7 de outubro de 1974 (46 anos) | Park   |

| CON                | Nome                           | Idade                             | Evento | Notas             |
| ------------------ | ------------------------------ | --------------------------------- | ------ | ----------------- |
| AUS Austrália      | Shane O'Neill                  | 3 de janeiro de 1990 (31 anos)    | Street |                   |
| AUS Austrália      | Kieran Woolley                 | 20 de novembro de 2003 (17 anos)  | Park   |                   |
| AUS Austrália      | Keegan Palmer                  | 13 de março de 2003 (18 anos)     | Park   | Medalha de ouro   |
| BEL Bélgica        | Axel Cruysberghs               | 12 de outubro de 1994 (26 anos)   | Street |                   |
| BRA Brasil         | Pedro Barros                   | 16 de março de 1995 (26 anos)     | Park   | Medalha de prata  |
| BRA Brasil         | Gustavo Felipe                 | 22 de fevereiro de 1991 (30 anos) | Street |                   |
| BRA Brasil         | Luiz Francisco                 | 24 de julho de 2000 (20 anos)     | Park   |                   |
| BRA Brasil         | Kelvin Hoefler                 | 10 de fevereiro de 1993 (28 anos) | Street | Medalha de prata  |
| BRA Brasil         | Pedro Quintas                  | 13 de maio de 2002 (19 anos)      | Park   |                   |
| BRA Brasil         | Giovanni Vianna                | 26 de janeiro de 2001 (20 anos)   | Street |                   |
| CAN Canadá         | Andy Anderson                  | 13 de abril de 1996 (25 anos)     | Park   |                   |
| CAN Canadá         | Matt Berger                    | 10 de outubro de 1993 (27 anos)   | Street |                   |
| CAN Canadá         | Micky Papa                     | 31 de agosto de 1990 (30 anos)    | Street |                   |
| COL Colômbia       | Luis Jhancarlos Gonzalez Ortiz | 14 de março de 1997 (24 anos)     | Street |                   |
| DEN Dinamarca      | Rune Glifberg                  | 7 de outubro de 1974 (46 anos)    | Park   |                   |
| FRA França         | Aurelien Giraud                | 3 de fevereiro de 1998 (23 anos)  | Street |                   |
| FRA França         | Vincent Matheron               | 15 de maio de 1998 (23 anos)      | Park   |                   |
| FRA França         | Vincent Milou                  | 11 de novembro de 1996 (24 anos)  | Street |                   |
| GER Alemanha       | Tyler Edtmayer                 | 26 de dezembro de 2000 (20 anos)  | Park   |                   |
| ITA Itália         | Ivan Federico                  | 20 de março de 1999 (22 anos)     | Park   |                   |
| ITA Itália         | Alessandro Mazzara             | 5 de maio de 2004 (17 anos)       | Park   |                   |
| JPN Japão          | Yukito Aoki                    | 4 de setembro de 2003 (17 anos)   | Street |                   |
| JPN Japão          | Ayumu Hirano                   | 29 de novembro de 1998 (22 anos)  | Park   |                   |
| JPN Japão          | Yuto Horigome                  | 7 de janeiro de 1999 (22 anos)    | Street | Medalha de ouro   |
| JPN Japão          | Sora Shirai                    | 3 de novembro de 2001 (19 anos)   | Street |                   |
| PER Peru           | Angelo Caro Narvaez            | 27 de agosto de 1999 (21 anos)    | Street |                   |
| POR Portugal       | Gustavo Ribeiro                | 27 de março de 2001 (20 anos)     | Street |                   |
| PUR Porto Rico     | Steven Pineiro                 | 17 de novembro de 1996 (24 anos)  | Park   |                   |
| PUR Porto Rico     | Manny Santiago                 | 10 de setembro de 1985 (35 anos)  | Street |                   |
| RSA África do Sul  | Dallas Oberholtzer             | 27 de junho de 1975 (46 anos)     | Park   |                   |
| RSA África do Sul  | Brandon Valjalo                | 11 de julho de 1998 (23 anos)     | Street |                   |
| ESP Espanha        | Danny Leon                     | 1 de dezembro de 1994 (26 anos)   | Park   |                   |
| ESP Espanha        | Jaime Mateu                    | 28 de outubro de 1995 (25 anos)   | Park   |                   |
| SWE Suécia         | Oskar Rozenberg                | 11 de novembro de 1996 (24 anos)  | Park   |                   |
| USA Estados Unidos | Jagger Eaton                   | 21 de fevereiro de 2001 (20 anos) | Street | Medalha de bronze |
| USA Estados Unidos | Nyjah Huston                   | 30 de novembro de 1994 (26 anos)  | Street |                   |
| USA Estados Unidos | Jake Ilardi                    | 11 de março de 1997 (24 anos)     | Street |                   |
| USA Estados Unidos | Cory Juneau                    | 20 de junho de 1999 (22 anos)     | Park   | Medalha de bronze |
| USA Estados Unidos | Heimana Reynolds               | 1 de agosto de 1998 (22 anos)     | Park   |                   |
| USA Estados Unidos | Zion Wright                    | 3 de fevereiro de 1999 (22 anos)  | Park   |                   |

Fontes: 

## Mulheres
|                        | Nome             | País              | Nascimento                     | Evento |
| ---------------------- | ---------------- | ----------------- | ------------------------------ | ------ |
| Competidora mais jovem | Kokona Hiraki    | JPN Japão         | 26 de agosto de 2008 (12 anos) | Park   |
| Competidora mais velha | Melissa Williams | RSA África do Sul | 12 de junho de 1985 (36 anos)  | Park   |

| CON                | Nome                      | Idade                            | Evento | Notas             |
| ------------------ | ------------------------- | -------------------------------- | ------ | ----------------- |
| AUS Austrália      | Poppy Starr Olsen         | 1 de junho de 2000 (21 anos)     | Park   |                   |
| AUS Austrália      | Hayley Wilson             | 29 de outubro de 2001 (19 anos)  | Street |                   |
| AUT Áustria        | Julia Brueckler           | 28 de novembro de 1989 (31 anos) | Street |                   |
| BEL Bélgica        | Lore Bruggeman            | 30 de abril de 2002 (19 anos)    | Street |                   |
| BRA Brasil         | Yndiara Asp               | 19 de outubro de 1997 (23 anos)  | Park   |                   |
| BRA Brasil         | Letícia Bufoni            | 13 de abril de 1993 (28 anos)    | Street |                   |
| BRA Brasil         | Rayssa Leal               | 4 de janeiro de 2008 (13 anos)   | Street | Medalha de prata  |
| BRA Brasil         | Isadora Rodrigues Pacheco | 29 de março de 2005 (16 anos)    | Park   |                   |
| BRA Brasil         | Pâmela Rosa               | 19 de julho de 1999 (22 anos)    | Street |                   |
| BRA Brasil         | Dora Varella              | 31 de julho de 2001 (19 anos)    | Park   |                   |
| CAN Canadá         | Annie Guglia              | 15 de novembro de 1990 (30 anos) | Street |                   |
| CHI Chile          | Josefina Tapia Varas      | 25 de abril de 2002 (19 anos)    | Park   |                   |
| CHN China          | Wenhui Zeng               | 8 de fevereiro de 2005 (16 anos) | Street |                   |
| CHN China          | Xin Zhang                 | 1 de dezembro de 1998 (22 anos)  | Park   |                   |
| FIN Finlândia      | Lizzie Armanto            | 26 de janeiro de 1993 (28 anos)  | Park   |                   |
| FRA França         | Charlotte Hym             | 30 de outubro de 1992 (28 anos)  | Street |                   |
| FRA França         | Madeleine Larcheron       | 24 de janeiro de 2006 (15 anos)  | Park   |                   |
| GER Alemanha       | Lilly Stoephasius         | 5 de junho de 2007 (14 anos)     | Park   |                   |
| GBR Grã-Bretanha   | Sky Brown                 | 7 de julho de 2008 (13 anos)     | Park   | Medalha de bronze |
| GBR Grã-Bretanha   | Bombette Martin           | 1 de junho de 2006 (15 anos)     | Park   |                   |
| ITA Itália         | Asia Lanzl                | 9 de janeiro de 2002 (19 anos)   | Street |                   |
| JPN Japão          | Kokona Hiraki             | 26 de agosto de 2008 (12 anos)   | Park   | Medalha de prata  |
| JPN Japão          | Funa Nakayama             | 17 de junho de 2005 (16 anos)    | Street | Medalha de bronze |
| JPN Japão          | Aori Nishimura            | 31 de julho de 2001 (19 anos)    | Street |                   |
| JPN Japão          | Momiji Nishiya            | 30 de agosto de 2007 (13 anos)   | Street | Medalha de ouro   |
| JPN Japão          | Misugu Okamoto            | 22 de junho de 2006 (15 anos)    | Park   |                   |
| JPN Japão          | Sakura Yosozumi           | 15 de março de 2002 (19 anos)    | Park   | Medalha de ouro   |
| NED Países Baixos  | Keet Oldenbeuving         | 1 de setembro de 2004 (16 anos)  | Street |                   |
| NED Países Baixos  | Roos Zwetsloot            | 27 de julho de 2000 (20 anos)    | Street |                   |
| PHI Filipinas      | Margielyn Didal           | 19 de abril de 1999 (22 anos)    | Street |                   |
| POL Polônia        | Amelia Brodka             | 18 de agosto de 1989 (31 anos)   | Park   |                   |
| ESP Espanha        | Julia Benedetti           | 25 de setembro de 2004 (16 anos) | Park   |                   |
| ESP Espanha        | Andrea Benítez            | 29 de setembro de 1994 (26 anos) | Street |                   |
| RSA África do Sul  | Melissa Williams          | 12 de junho de 1985 (36 anos)    | Park   |                   |
| USA Estados Unidos | Jordyn Barratt            | 28 de dezembro de 1998 (22 anos) | Park   |                   |
| USA Estados Unidos | Mariah Duran              | 14 de dezembro de 1996 (24 anos) | Street |                   |
| USA Estados Unidos | Alexis Sablone            | 12 de agosto de 1986 (34 anos)   | Street |                   |
| USA Estados Unidos | Alana Smith               | 20 de outubro de 2000 (20 anos)  | Street |                   |
| USA Estados Unidos | Bryce Wettstein           | 10 de janeiro de 2004 (17 anos)  | Park   |                   |
| USA Estados Unidos | Brighton Zeuner           | 14 de julho de 2004 (17 anos)    | Park   |                   |

Fontes: 